# Zdenka Badovinac

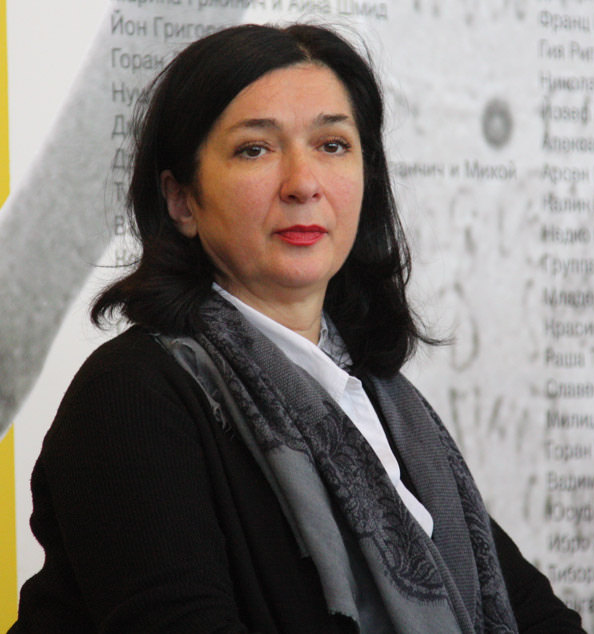
Zdenka Badovinac, 2015

Zdenka Badovinac (* 1958) ist eine slowenische Kuratorin und Schriftstellerin und war von 1993 bis 2021 Direktorin des Museums für Moderne Kunst in Ljubljana, Seit 2022 ist sie die Leiterin des Zagreb Museum of Contemporary Art (MSU) in Zagreb.

## Kuratorische Arbeit
Badovinac hat zahlreiche Ausstellungen mit slowenischen und internationalen Künstlern kuratiert. Sie initiierte die erste Sammlung osteuropäischer Kunst, die Sammlung 2000+ Arteast der Moderna galerija. In ihrer Arbeit befasst sich Badovinac mit den Prozessen der Neudefinition von Geschichte und den Fragen der verschiedenen Avantgarde-Traditionen der zeitgenössischen Kunst. Darüber hinaus beteiligt sich Badovinac am internationalen Dialog über die Geopolitik der Kunst nach dem Fall des Kommunismus und vertritt die Auffassung, dass sich Museen in Gesprächen über die Gegenwart mit der komplexen Geschichte der jüngsten Vergangenheit auseinandersetzen müssen.
Sie war slowenische Kuratorin bei der Biennale von Venedig (1993–1997, 2005).
2002 war Badovinac österreichische Kuratorin bei der Biennale von São Paulo. Sie arbeitete mit der Kunstgruppe monochrom zusammen, die einen aufwendigen Schwindel mit Georg Paul Thomann inszenierte. Badovinac erörtert ihre Rolle bei diesem Projekt in dem kurzen Dokumentarfilm The Thomann In(ter)vention von Hadas Emma Kedar.
Von 1993 bis 2021 war sie die Direktorin des Museums für Moderne Kunst in Ljubljana, das seit 2011 aus zwei Standorten besteht: dem Museum für Moderne Kunst und dem Metelkova-Museum für Zeitgenössische Kunst im Kulturzentrum Metelkova, einem autonomen Kunst-, Kultur- und Sozialzentrum in Ljubljana.
Badovinac war von 2005 bis 2010 Vorstandsmitglied des CIMAM (internationales Komitees für Museen und Sammlungen moderner Kunst) und von 2011 bis 2013 dessen Präsidentin.
Seit Januar 2022 ist sie die Leiterin des Zagreb Museum of Contemporary Art (MSU) in Zagreb.

## Projekte (Auswahl)
- 2000: unlimited.nl-3, DeAppel, Amsterdam
- 2002: (un)gemalt, Sammlung Essl, Kunst der Gegenwart, Klosterneuburg/Wien
- 2004: Imagine Limerick, Open&Invited, Limerick
- 2005: Democracies/the Tirana Biennale, Tirana
- 2008: The Schengen Women
- 2008: Old Masters, Zavod P.A.R.A.S.I.T.E., Center in galerijaP74, Ljubljana
- 2011: Museum of Parallel Narratives: In the Framework of L’Internationale, MACBA, Barcelona[17]
- 2016:  "Art as a Parallel Cultural Infrastructure / Legacy of Post War Avantgardes from Former Yugoslavia"; Vorlesung am Haus der Kunst in München

## Publikationen (Auswahl)
- Museums beyond the Crises: CIMAM 2012 Annual Conference Publication, Hrsg.: Zdenka Badovinac, Bartomeu Marí
- Comradeship: Curating, Art, and Politics in Post-socialist Europe, Zdenka Badovinac in Konversation mit Ana Janevski[18] (Hrsg.: E-flux publications).
- NSK From Kapital to Capital, Hrsg.: Zdenka Badovinac/Eda Cufer/Anthony Gardner; Moderna galerija Ljubljana/The MIT Press, Ljubljana 2015, ISBN 978-0-262-02995-7